# Johannes Walther

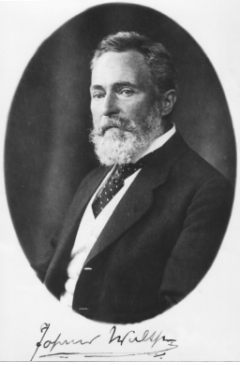
Johannes Walther

Johannes Walther (Neustadt an der Orla (Thüringen), 20 juli 1860 – Bad Hofgastein (Salzburg), 4 mei 1937) was een Duits geoloog en paleontoloog. Hij is bekend vanwege zijn onderzoek naar sedimentaire facies en woestijnafzettingen.

## Biografie
Walther kwam uit een gelovig gezin en studeerde botanie, filosofie en zoölogie in Jena. In 1882 promoveerde hij om daarna in Leipzig en München geologie en paleontologie te gaan studeren. Daarna werkte hij als docent aan de Universiteit van Napels. In de Golf van Napels verrichtte hij sedimentologisch en biologisch onderzoek. In 1885 keerde hij naar Leipzig terug om te habiliteren met een onderzoek naar crinoïden.
Walther ging aan de universiteit van Jena werken en paste zijn in Italië opgedane ervaringen toe in Duitsland. Ook ondernam hij expedities naar Centraal Azië, de Oeral, Egypte, Ceylon, Griekenland en Schotland. Vanaf 1894 was hij hoogleraar in de geologie en paleontologie. Van 1906 tot 1929 was hij hoogleraar aan de Universiteit van Halle. In 1892 werd hij gekozen tot lid van de Duitse wetenschappelijke academie Leopoldina, van 1924 tot 1931 was hij president van de academie.

## Werk
Walther paste het actualisme van Charles Lyell toe op sedimentologische problemen in heel Midden-Europa. Hij beschreef de mechanismen die voor eustatische zeespiegelveranderingen zorgen en erkende de rol die tektoniek daarbij speelt.
Walther bezocht de Oeral en de woestijn van Turkmenistan, waar hij de principes van sedimentatie in terrestrische afzettingsmilieu’s bestudeerde. Terug in Europa paste hij de principes van terrestrische sedimentologie toe op Paleozoïsche sedimenten. Verder is Walther bekend vanwege zijn onderzoek naar sedimentaire facies, aan de hand waarvan hij Walthers faciesregel opstelde.
- Bibliothèque nationale de France: cb15506230n (data)
- Gemeinsame Normdatei: 119060159
- International Standard Name Identifier: 0000 0001 2279 2473
- Library of Congress Control Number: n86871305
- Nationale Bibliotheek van Letland: 000238540
- Nationale Bibliotheek van Tsjechië: kv2009520731
- Nationale bibliotheek van Australië: 36012266
- Nationale Bibliotheek van Israël: 987007304970505171
- Nationale Bibliotheek van Polen: a0000002481500
- Nederlandse Thesaurus van Auteursnamen: 09134381X
- Istituto Centrale per il Catalogo Unico: GEAV002851
- SNAC: w63628wj
- Système universitaire de documentation: 092392245
- Trove: 1185086
- Virtual International Authority File: 44607958
- WorldCat: E39PBJfGWCXryDy8JhMKQ7vvHC